# 野口道直
野口 道直（のぐち みちなお、1785年 - 1865年）は、尾張国の青物問屋商人。八代目野口市兵衛にあたる。号に梅居・汲古堂・全花楼・継志軒がある。

## 人物
『尾張名所図会』の執筆に岡田啓・小田切春江らとともにかかわり、自費出版をする。同書の出版に際して、財産の大半を費やしたとされる。1863年、野口姓を名乗る許可を得る。